# Эмбер Пич
Эмбер Пич (англ. Amber Peach; настоящее имя Алида Николь Лилли (англ. Alida Nicole Lilley); род. 3 декабря 1983, Мобил, Алабама, США) — американская порноактриса и модель.

## Биография
Окончила среднюю школу Alma Bryant в Ирвингтоне, штат Алабама, в 2002 году с хорошей репутацией. Карьеру в порноиндустрии начала летом 2004 года. До этого работала в библиотеке, а также в таких компаниях, как Taco Bell, KFC, Burger King и подрабатывала стриптизёршей.
В 2007 году Эмбер была хозяйкой еженедельного нудистского кулинарного шоу под названием «Time Uncensored’s». В том же году создала сайт buyapornstarboobs.com, который предназначался для сбора средств для того, чтобы позволить себе операцию по увеличению груди. На AVN Awards 2007 её сцена в Butt Pirates of the Caribbean получила номинацию на лучшую сцену группового секса. Работала с такими компаниями, как Zero Tolerance Entertainment, Sin City, New Sensations, Red Light District Video, Bang Bros, West Coast.
Принимала участие в съемках одного из клипов 50 Cent. Сыграла роли в хоррорах Пригвожденный (Nailed) (2007) и Aberrations (2012).
Бисексуалка. В некоторых фильмах появляется с пирсингом сосков. Поклонница мультфильмов Диснея и творчества Стивена Кинга. Татуировки — китайские иероглифы на правой лодыжке.
По данным на 2020 год, Эмбер Пич снялась в 189 порнофильмах.

## Премии и номинации

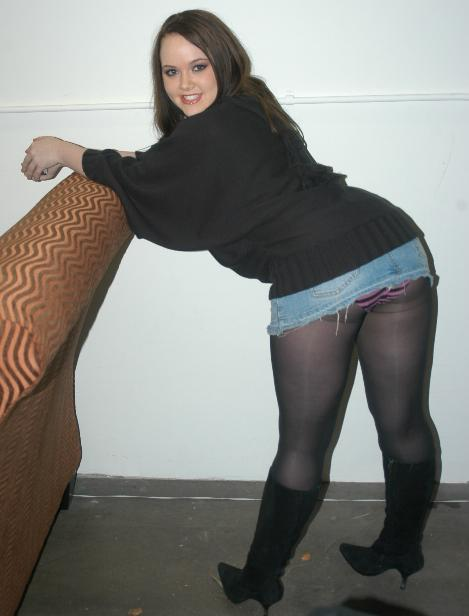
Пич в 2007 году

- 2007 год — номинация на AVN Award — Лучшая сцена группового секса (видео) — Butt Pirates of the Caribbean (вместе с Курт Локвуд, Саманта Райан, Мэри Посса и Хершел Сэвадж)[7]
- 2018 год — победа в номинации на Urban X Award — Best Pro-Am Release — Queen Of Spades (2018)[8]

## Избранная фильмография
- Aberrations (2012)
- Your Wife My Bitch (2010)
- Big Ass White Girls (2009)
- Anal Retrospective (2008)
- Deep Throat This 36 (2007)
- Ass Parade (2007)
- Nailed (2006)
- House of Ass 4 (2006)
- Interracial P.O.V. 4 (2005)
- Cum Tasters (2004)
- Eighteen 'n Interracial 11 (2003)[9]